# Oskar, czyli 60 kłopotów na minutę
Oskar, czyli 60 kłopotów na minutę – amerykańska komedia kryminalna z 1991 roku na podstawie sztuki Claude’a Magniera.

## Główne role
- Sylvester Stallone – Angelo Pstryk Provolone
- Ornella Muti – Sofia Provolone
- Don Ameche – Ksiądz Clemente
- Peter Riegert – Aldo
- Tim Curry – Dr Thornton Poole
- Vincent Spano – Anthony Rossano
- Marisa Tomei – Lisa Provolone
- Eddie Bracken – Five Spot Charlie
- Linda Gray – Roxanne
- Chazz Palminteri – Connie
- Kurtwood Smith – Porucznik Toomey, policja z Chicago
- Yvonne De Carlo – Ciocia Rosa
- Ken Howard – Kirkwood
- William Atherton – Overton
- Martin Ferrero – Luigi Finucci
- Harry Shearer – Guido Finucci
- Sam Chew Jr. – Van Leland
- Mark Metcalf – Milhous
- Richard Romanus – Vendetti
- Joey Travolta – Ace
- Elizabeth Barondes – Theresa
- Joycelyn O’Brien – Nora
- Kirk Douglas – Eduardo Provolone
- Jim Mulholland – Oscar

## Fabuła
Chicago, czasy prohibicji. Włoski gangster, Angelo Pstryk Provolone obiecuje swojemu umierającemu ojcu, że zerwie z mafijną przeszłością i zajmie się uczciwym interesem. Mijają lata. Angelo próbuje zacząć karierę jako bankowiec. W jego domu ma odbyć się spotkanie rady nadzorczej pewnego banku w sprawie stanowiska dla niego. Mafioso, który sprawia wrażenie bezwzględnego, jest naprawdę pantoflarzem i ofermą. Niestety, zaczynają się problemy. Policja, która nie wierzy w jego nawrócenie, ciągle obserwuje jego dom, jego ludzie nie potrafią się oduczyć noszenia broni i zwracania się do niego „szefie”, jego księgowy - Tony Rosano oszukuje go na duże pieniądze, wyrzuca szofera Oscara, jego córka Lisa oświadcza, że jest w ciąży z szoferem. Jakby było tego mało odchodzi pokojówka, która przez pomyłkę zabiera nie swoją torbę. Na jej miejsce Provolone zatrudnia nową i... rozpoznaje w niej swoją pierwszą miłość, a także dowiaduje się, że ma drugą córkę.

## Nagrody i nominacje (wybrane)
Złota Malina 1991
- Najgorsza reżyseria - John Landis (nominacja)
- Najgorszy aktor - Sylvester Stallone (nominacja)
- Najgorsza aktorka drugoplanowa - Marisa Tomei (nominacja)